# N-butil-litio
El compuesto químico n-butil-litio (a menudo abreviado n-BuLi o simplemente BuLi) es el compuesto de organolitio más extendido. Se usa ampliamente como iniciador de polimerización en la producción de elastómeros como el polibutadieno o el SBS. También se emplea como base fuerte en síntesis orgánica y química.

La producción de butil-litio y otros organolitios se estima en unas 1800 toneladas / año. Debido a su reactividad al contacto con el aire, el n-butil-litio se comercializa o bien en solución orgánica, a menudo en hexano, o bien en estado sólido pero bajo atmósfera inerte.

## Propiedades físico-químicas
Debido al carácter pirofórico del butil-litio y de sus soluciones, la determinación de sus propiedades físico-químicas requiere una gran prudencia para evitar el contacto con el aire. Reacciona violentamente con el agua formando hidróxido de litio, fuertemente corrosivo:
C4H9Li + H2O → C4H10 + LiOH
También reacciona con el CO2 para dar pentanoato de litio:
C4H9Li + CO2 → C4H9CO2Li
A causa de la fuerte diferencia de electronegatividad entre los átomos de carbono (2.55) y litio (0.98), el enlace C-Li está fuertemente polarizado, si bien no llega a ser iónico. La separación de carga no se conoce con precisión pero se estima a entre 55 y 95 %. Por ello en la descripción práctica de alguna síntesis orgánica a veces se nota el compuesto como n-Bu-Li+. 
Tanto en estado sólido como en solución, el BuLi, al igual que otros muchos organo-litios, se presenta como un cluster formado de enlaces covalentes Li-Li e Li-C. La forma principal es la tetrámera Li4 que describe un tetraedro cuyos vértices son átomos de litio ligados al grupo n-butilo. Esta estructura en el estado sólido explica la alta solubilidad en solventes apolares de estos compuestos. La propiedad del litio de coordinarse con cadenas múltiples de hidrocarburos, usando sus orbitales no ocupados, permite al butil-litio coordinarse con otros donantes σ en solución.

## Síntesis
La reacción clásica de síntesis combina el bromuro o el cloruro de n-butilo (abreviados respectivamente BuBr o BuCl) con litio metálico:
2 Li + C4H9Br → C4H9Li + LiBr
La reacción es catalizada por la presencia de sodio como impureza (1%) en el litio. Los disolventes utilizados para la síntesis son principalmente el benceno, ciclohexano, hexano y dietiléter. Cuando se utiliza BuBr el producto consiste en una solución homogénea que contiene un clúster mixto de BuLi y LiBr. Con BuCl se obtiene un precipitado de LiCl.

## Reactividad
El BuLi da reacciones de intercambio doble con los halogenuros de alquilo, típicamente con los bromuros, produciendo otros organo-litios:
C4H9Li + RBr → C4H9Br + RLi
Estas reacciones se suelen llevar a cabo en dietiléter a -78 °C.
Una categoría similar de reacciones comprende la transmetalación, en la cual dos compuestos organometálicos intercambian sus componentes metálicos. En muchos casos, estas reacciones implican un intercambio del litio con el estaño:
C4H9Li + (CH3)3Sn(C6H5) → C4H9Sn(CH3)3 + C6H5Li
Una de las propiedades más útiles del BuLi es su basicidad: puede deshidrogenar a cualquier hidrocarburo cuya base conjugada esté un poco estabilizada por deslocalización electrónica. Los ejemplos incluyen el alquil-acetileno, el fenil-acetileno, el metil-fosfeno y el ferroceno. La estabilidad termodinámica y la volatilidad del butano desplazan el equilibrio hacia el lado de los productos. La cinética de la basicidad del BuLi depende del solvente utilizado. Genéricamente, la reacción ácido-base se indica de la manera siguiente:
C4H9Li + RH {\displaystyle \rightleftharpoons } C4H10 + R-Li
Los ligandos que complejan al Li+, como la tetrametiletilendiamina (TMEDA) y el 1,4-diazobiciclo[2.2.2]octano (DABCO), polarizan el enlace C-Li y aceleran su ruptura. Algunos aditivos favorecen el aislamiento del derivado del litio, siendo un ejemplo notorio el del dilitioferroceno:
Fe(C5H5)2 + 2 C4H9Li + 2 TMEDA → C4H10 + Fe(C5H4Li)2(TMEDA)2
Los organo-litios, incluido el n-BuLi, pueden ser utilizados en la síntesis de aldehídos y cetonas. Un ejemplo es la reacción con una amida bisustituida: ya que cumple con los e- de valencia.
RLi + R'CON(CH3)2 → (CH3)2NLi + R'C(=O)R
También pueden ser utilizados en la síntesis de alquenos. Al calentarlos, los compuestos organolíticos sufren una eliminación de β-hidrógeno, produciendo un alqueno e hidruro de litio:
C4H9Li + Δ → LiH + CH3CH2CH=CH2
- Datos: Q410875
- Multimedia: Butyllithium / Q410875